# 突尼西亞總工會
突尼西亞總工會（法語：Union Générale Tunisienne du Travail，缩写为UGTT）是突尼西亞國內規模最為龐大的工會組織，總部設於首都突尼斯市。該會成立於1946年1月20日，現有會員超過50萬名。

## 貢獻
多年來，突尼西亞總工會作為突尼西亞最大的工會組織，一直致力尋求維護工人的權益和福利。在阿拉伯之春爆發以後，為了鞏固民主革命的成果，突尼西亞總工會與突尼西亞人權聯盟、突尼斯工业、贸易和手工业联盟和突尼斯律师公会組成突尼西亞全國對話四方集團，致力推動各界溝通。
由於這股努力，突尼西亞成為少數在阿拉伯之春後民主體制得以保存的阿拉伯國家。為此突尼西亞總工會作為突尼西亞全國對話四方集團的一員，被頒授2015年諾貝爾和平獎。